# Siegfried Wagner (komponist)
 Der er flere personer med dette navn, se Siegfried Wagner.
Siegfried Helferich Richard Wagner (6. juni 1869 i Tribschen, død 4. august 1930 i Bayreuth) var en tysk komponist og søn af Richard Wagner og Cosima von Bülow, Franz Liszts datter. Siegfried Wagner var en meget produktiv komponist. Han skrev flere operaer end sin far, men ingen er blevet en del af standardoperarepertoiret. I 1896 begyndte han at dirigere i festspilhuset i Bayreuth og rundt om i Tyskland. Siegfried Wagner var kunstnerisk chef for Bayreuther Festspiele fra 1908 til 1930.
Siegfried Wagner var homoseksuel. Ikke desto mindre blev der arrangeret et møde i 1914 ved festivalen i Bayreuth, hvor den 45-årige Siegfried Wagner blev introduceret for den 17-årige Winifred Klindworth. De blev gift den 22. september 1915, og man forventede, at ægteskabet ville gøre en ende på hans homoseksuelle eskapader og de dermed forbundne skandaler.
Siegfried og Winifred Wagner fik fire børn:
- Wieland (1917-1966)
- Friedelinde (1918-1991)
- Wolfgang (1919-2010)
- Verena (født 1920)

Siegfried Wagner fik også en uægte søn, Walter Aign, med en præstedatter. Mens Siegfried Wagner levede, var Walter Aign ansat som repetitør ved festivalen. Han blev dog fyret af Winifred Wagner, da hun overtog ledelsen efter sin mand.

## Operaer af Siegfried Wagner
- Der Bärenhäuter (1898)
- Herzog Wildfang (1900)
- Der Kobold (1903)
- Bruder Lustig (1904)
- Sternengebot (1906)
- Banadietrich (1909)
- Schwarzschwanenreich (1910)
- Sonnenflammen (1912)
- Der Heidenkönig (1913)
- Der Friedensengel (1914)
- An allem ist Hütchen schuld! (1915)
- Das Liebesopfer (1917)
- Der Schmied von Marienburg (1920)
- Rainulf und Adelasia (1922)
- Die heilige Linde (1927)
- Wahnopfer (1928)
- Walamund (1928-29)
- Wernhart (1929)
- Das Flüchlein, das Jeder mitbekam (1929)